# Jouy-sur-Eure
Jouy-sur-Eure es una localidad y comuna francesa situada en la región de Alta Normandía, departamento de Eure, en el distrito de Évreux y canton d'Évreux-Est.

## Demografía
| 371 | 370 | 385 | 430 | 524 | 545 |
| Para los censos de 1962 a 1999 la población legal corresponde a la población sin duplicidades (Fuente: INSEE [Consultar]) |     |     |     |     |     |